# Anolis roquet
Espèce
Synonymes
- Lacerta roquet Bonnaterre, 1789
- Dactyloa roquet (Bonnaterre, 1789)
- Dactyloa roquet roquet (Bonnaterre, 1789)
- Anolis cepedii Merrem, 1820
- Anolis alligator Duméril & Bibron, 1837
- Anolis goudotii Duméril & Bibron, 1837
- Anolis martinicensis Suckow, 1798
- Dactyloa roquet caracoli (Lazell, 1972)
- Dactyloa roquet majolgris (Lazell, 1972)
- Dactyloa roquet salinei (Lazell, 1972)
- Dactyloa roquet summus (Lazell, 1972)
- Dactyloa roquet zebrilus (Lazell, 1972)

Anolis roquet est une espèce de sauriens de la famille des Dactyloidae.

## Famille et genre
Les Anolis sont des sauriens, proches parents des Iguanidés, famille dans laquelle ils furent inclus pendant longtemps avant que celle-ci n’éclate à la fin des années 1980. Le genre Anolis est très vaste, avec près de 380 espèces. Certaines espèces affiliées auparavant à ce genre ont été reclassées dans d’autres genres comme Chamaeleolis ou Norops.

## Répartition
Le genre Anolis fut récemment révisé et scindé et Anolis roquet  placé dans le genre Dactyloa.
Nommé « anole » en Martinique, l'Anolis roquet est endémique de cette île, mais se rencontre aujourd'hui sur de nombreuses autres îles antillaises. Avec le gecko des maisons (Hemidactylus mabouia) dit « mabouya », c’est un lézard commun vivant principalement dans les jardins et habitations.

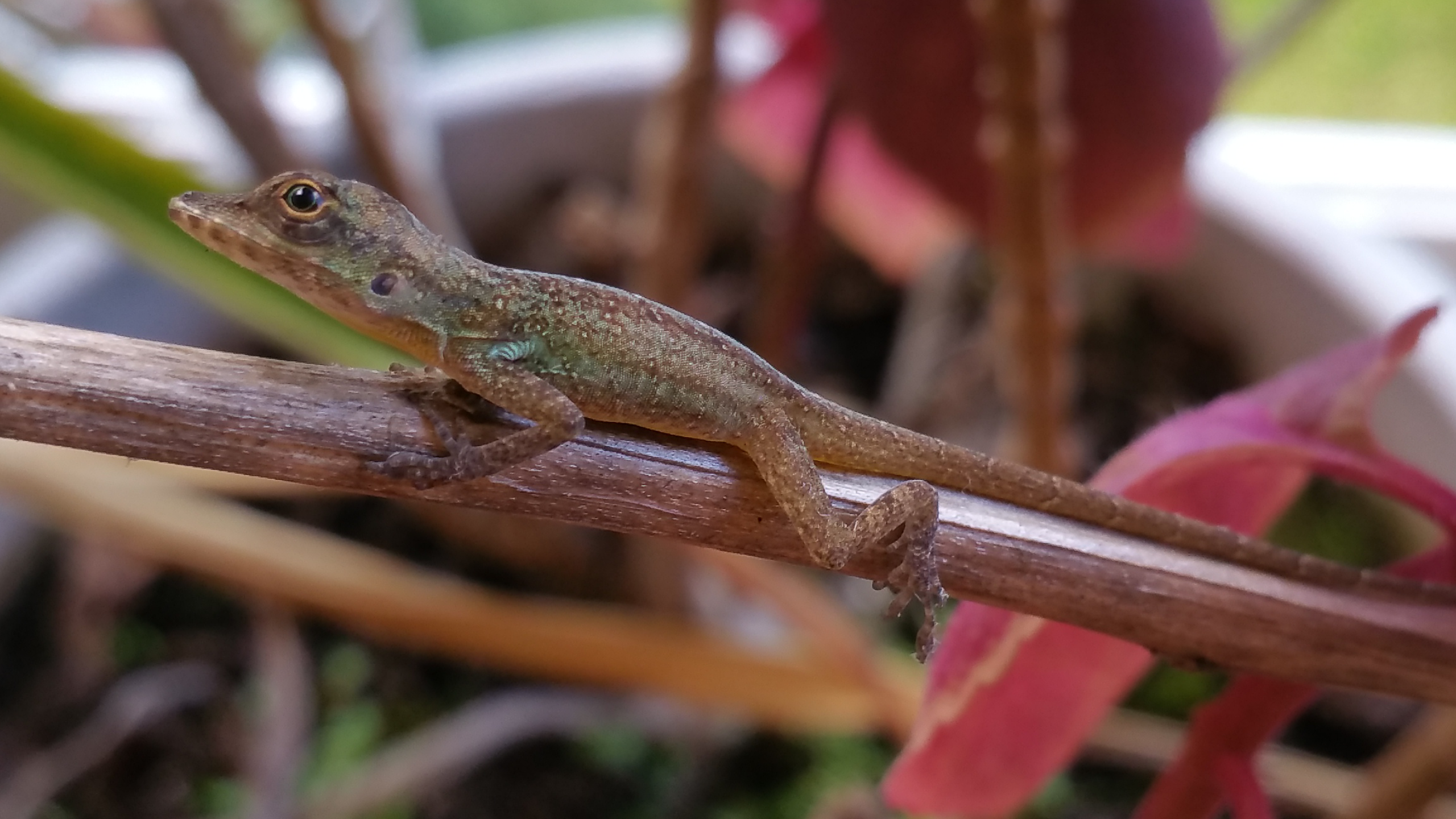
Anolis Roquet juvénile

## Liste des sous-espèces
Selon The Reptile Database (27 août 2012) :
- Anolis roquet caracoli Lazell, 1972
- Anolis roquet majolgris Lazell, 1972
- Anolis roquet roquet (Bonnaterre, 1789)
- Anolis roquet salinei Lazell, 1972
- Anolis roquet summus Lazell, 1972
- Anolis roquet zebrilus Lazell, 1972

## Publications originales
- Bonnaterre, 1789 : Tableau encyclopédique et méthodique des trois règnes de la nature, Erpétologie. Panckoucke, Paris, p. 1-71.
- Lazell, 1972 : The anoles (Sauria: Iguanidae) of the lesser Antilles. Bulletin of The Museum of Comparative Zoology, vol. 143, no 1, p. 1-115 (texte intégral).